# Ministigmata
Ministigmata minuta es una especie de araña migalomorfa de la familia Microstigmatidae. Es el único miembro del género monotípico Ministigmata. Es originaria de Brasil en el Estado de Amazonas y en Manaus.

## Descripción
El macho tiene una envergadura de 1,80 mm y la hembra de 2,00 mm.